# Thorichthys meeki
Thorichthys meeki là một loài cá hoàng đế có nguồn gốc từ Trung Mỹ. Chúng xuất hiện ở các con sông ở bán đảo Yucatan, Mexico, phía nam qua Belize và phía bắc Guatemala.
Vùng nước của chúng là vùng nước nông, có dòng chảy chậm, nước đục. Có độ pH từ 6,5 đến 8,0 tức là trung tính và kiềm. Ngoài ra, chúng còn có thể sống trong các hệ thống hang động. Do là loài cá nhiệt đới nên nhiệt độ nước của chúng là từ 23-30 độ C hay 75-86 độ F. Cái tên Firemouth có nguồn gốc từ màu cam-đỏ tươi sáng ở mặt dưới hàm chúng. Con đực phùng mang để phô ra cái miệng đỏ chói của mình nhằm cảnh báo những cá thể đực khác đang xâm phạm lãnh thổ của nó.
Tương tự như hầu hết các loài cá hoàng đế, việc chăm sóc con non đều do cá bố mẹ đảm nhiệm. Chúng sinh sản chỉ với một bạn tình tức là một đực một cái và đẻ trứng lên bề mặt phẳng của đá, lá cây hay những thân cây gỗ bị chìm xuống. Con đực chủ yếu bảo vệ lãnh thổ con con cái chủ yếu nuôi cá con dù cả hai đều dẫn con non đi tìm thức ăn. Thorichthys meeki là loài ăn tạp và là loài cơ hội. Con đực thường lớn hơn con cái, có thể lên đến 15 cm dù đã trưởng thành, có màu sắc sặc sỡ hơn. Màu đỏ của mặt dưới hàm của chúng thì đỏ hơn và có vây lưng, vây hậu môn dài hơn con cái.